# 九徳総合運動場
九徳総合運動場 （クドクそうごううんどうじょう、朝鮮語: 구덕 운동장、漢字：九德運動場）は、韓国の釜山広域市にある多目的競技場である。現在は、主にサッカーの試合に使用されている。 
1928年9月に開場。現在の収容人員は12,349人だが、以前は30,000人の観客を収容可能であった。1988年のソウルオリンピックでは、サッカー競技の試合会場として使用された。また、1997年東アジア大会では開会式と閉会式、陸上競技、サッカー競技会を開催するメイン会場として使用された。 
釜山を本拠地とするプロサッカーチーム・釜山アイパークは1983年から2002年まで本拠地とした後、2015年から再び当スタジアムを本拠地としている。また、釜山交通公社FCも2006年から当スタジアムを本拠地としている。

## 1988年夏季オリンピック
1988年にソウルで開催された夏季オリンピック中に、 韓国代表戦の3試合と準決勝の1試合を含む8試合が当スタジアムで開催された。9月17日から9月27日までの11日間、9か国72人の役員と180人の選手が参加し、通算で146,320人、1日平均18,290人の観客を集めた 。オリンピック開催にあたり、電光掲示板やその他の施設の改修を行い、合計6億7500万ウォンの費用が投入された。 
| 日付          | チーム1      | 結果      | チーム2        | ラウンド  | 観客数 |
| ------------- | ------------ | --------- | -------------- | --------- | ------ |
| 1988年9月17日 | 西ドイツ     | 3-0       | 中国           | グループA | 24,000 |
| 1988年9月18日 | 韓国         | 0-0       | ソビエト連邦   | グループC | 30,000 |
| 1988年9月19日 | 西ドイツ     | 4-1       | チュニジア     | グループA | 14,000 |
| 1988年9月20日 | 韓国         | 0-0       | アメリカ       | グループC | 22,000 |
| 1988年9月21日 | チュニジア   | 0-0       | 中国           | グループA | 17,000 |
| 1988年9月22日 | アルゼンチン | 2-1       | 韓国           | グループC | 30,000 |
| 1988年9月25日 | ソビエト連邦 | 3-0       | オーストラリア | 準々決勝  | 5,000  |
| 1988年9月27日 | ソビエト連邦 | 3-2 (aet) | イタリア       | 準決勝    | 10,000 |